# Cassinasco
Cassinasco (piemontiul: Cassinasch) település Olaszországban, Piemont régióban, Asti megyében. Lakosainak száma 558 fő (2023. január 1.). Cassinasco Bubbio, Calamandrana, Canelli, Monastero Bormida, Rocchetta Palafea és Sessame községekkel határos.

## Népesség
A település lakossága az elmúlt években az alábbi módon változott:
| Lakosok száma | 589  | 589  | 558  |
|               | 2017 | 2018 | 2023 |